# Jean Mestrezat
Pour les articles homonymes, voir Mestrezat.
Ne doit pas être confondu avec Jean-Frédéric Mestrezat.
Jean Mestrezat, né en 1592 à Genève et mort 2 mai 1657 à Paris, est un pasteur protestant, ministre de l'Église réformée de Paris – il officie au temple de Charenton sous l'Édit de Nantes. 

## Biographie

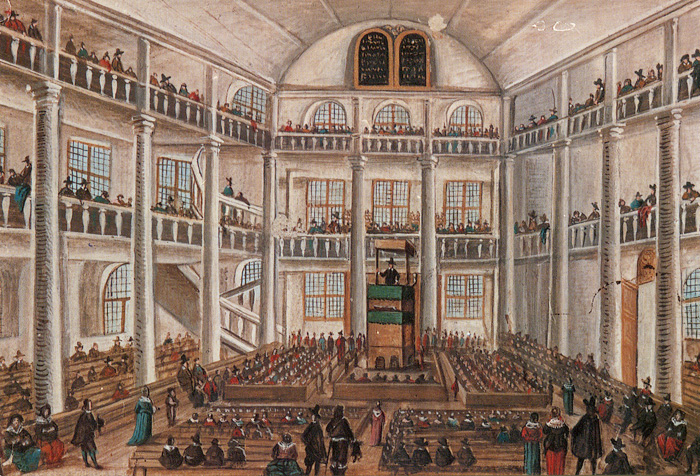
Le temple de Charenton, sous l’Édit de Nantes.

Jean Mestrezat naît en 1592 dans une famille bourgeoise de Genève. Son père, Ami Mestrezat, est le premier syndic de la cité de Jean Calvin.
En avril 1592, le roi de France Henri IV, ancien chef du parti Huguenot, signe l'Édit de Nantes, qui pacifie le pays après cinquante ans de guerres de Religion. En mars 1599, son ami le théologien Philippe Duplessis-Mornay, fonde l'académie de Saumur. Jean Mestrezat y étudie. En 1610, à 18 ans, il y est nommé professeur de philosophie.
Il effectue son proposanat à l'Église réformée de Paris, sous la direction du pasteur Pierre Du Moulin. Du fait des dispositions de l'Édit de Nantes, les protestants ne peuvent pas célébrer leur culte à moins de cinq lieue de la capitale. En 1607, avec l'appui du ministre Sully, resté protestant, un temple dans la ville de Charenton, en amont de Paris sur la Seine. Jean Mestrezat y est consacré et y officie de 1614 à 1657.
Il est célèbre par ses discours, ses écrits, ses discussions de controverse. Pierre Bayle rapporte que le cardinal de Richelieu dit de lui qu'il était « le ministre le plus hardi de France ». Jean Mestrezat meurt le 2 mai 1657.

## Famille
Il a une fille, mariée à Jacques de Maubert, sieur de Boisgibaut. 
Par son demi-frère Domaine Mestrezat, il est apparenté à Jean-Frédéric Mestrezat (1760-1807), un des quatre premiers pasteurs de l’Église réformée de Paris après la Révolution française, qui officie à temple protestant de l'Oratoire du Louvre à partir de 1811.
Il est l'oncle du pasteur Philippe Mestrezat (1618-1690), théologien et recteur de l'Académie de Genève pendant 8 ans entre 1649 et 1672.